# Rejsby Kirke
Rejsby Kirke ligger i landsbyen Rejsby, ca. 10 km S for Ribe (Region Syddanmark).

## Eksterne kilder og henvisninger
- Rejsby Kirke hos KortTilKirken.dk
- Rejsby Kirke i bogværket Danmarks Kirker (udg. af Nationalmuseet)

- Wikimedia Commons har flere filer relateret til Rejsby Kirke